# Тетрабориды
Тетрабориды — подгруппа бинарных неорганических соединения металла и бора с общей формулой MeB4. Входит в группу боридов и относится к высшим боридам.
Как правило, образуют кристаллы
тетрагональной сингонии,
пространственная группа P 4/mbm.

## Примеры
- Тетраборид кальция
- Тетраборид лютеция
- Тетраборид неодима
- Тетраборид пентародия
- Тетраборид плутония
- Тетраборид празеодима
- Тетраборид самария
- Тетраборид триниобия